# Kalininský front
Kalininský front (rusky Калининский фронт) byl název vojenské formace Rudé armády za druhé světové války.

## Historie
Kalininský front vznikl 19. října 1941 podle rozkazu Hlavního stanu ze 17. října z pravého křídla Západního frontu.
Front v říjnu – prosinci 1941 bránil postupujícím německým vojskům obchvatu Moskvy ze severu. V prosinci 1941 – lednu 1942 v Moskevské útočné operaci osvobodil 16. prosince Kalinin, celkem postoupil o 100 km na západ. V bezprostředně následující Rževsko-vjazemské operaci se Kalininský front společně se Západním frontem pokusil o obklíčení a zničení skupiny armád Střed. Přes značné územní zisky cíle operace nebylo dosaženo.
V Rževsko-syčevské operaci od 30. července do 1. října 1942 se společně se Západním frontem pokusila vojska frontu porazit německou 9. armádu a zlikvidovat Rževsko-vjazemský výběžek fronty. Přes značné úsilí sovětských vojsk se Němci ubránili. Útok Rudá armáda zopakovala 25. listopadu – 20. prosince (druhá Rževsko-syčevská operace neboli operace Mars) opět s pouze lokálními územními zisky. V lednu 1943 v Velikolucké operaci Kalininský front osvobodil Velikije Luki. V březnu Němci Rževsko-vjazemský výběžek vyklidili.
V srpnu – říjnu 1943 ve Smolenské operaci levé křídlo frontu pomohlo Západnímu frontu osvobodit Smolenskou a zbytek Kalininské oblasti. Sovětská vojska tak postoupila k hranicím Běloruska.
20. října 1943 byl Kalininský front podle rozkazu Hlavního stanu z 16. října přejmenován na 1. pobaltský front.

## Podřízené jednotky
- 22. armáda (19. října 1941 – 21. dubna 1943)
- 29. armáda (19. října 1941 – 31. srpna 1942)
- 30. armáda (19. října – 18. listopadu 1941 a 17. prosince 1941 – 31. srpna 1942)

- 31. armáda (21. října 1941 – 23. července 1942)
- 39. armáda (22. prosince 1941 – konec července 1942)
- 3. úderná armáda (21. ledna 1942 – 13. října 1943)
- 4. úderná armáda (22. ledna 1942 – 20. října 1943)
- 41. armáda (16. května 1942 – 20. března 1943)
- 3. letecká armáda (16. května 1942 – 20. října 1943)
- 58. (od 8. srpna 1942 39.) armáda (25. června 1942 – 20. října 1943)
- 43. armáda (1. října 1942 – 20. října 1943)
- 20. armáda (10. srpna – 1. září 1943)

## Velení
Velitel
- 19. října 1941 – 26. srpna 1942 generálplukovník Ivan Stěpanovič Koněv
- 26. srpna 1942 – 25. dubna 1943 generálporučík (od 18. listopadu 1942 generálplukovník) Maxim Alexejevič Purkajev
- 25. dubna 1943 – 20. října 1943 generálplukovník (od 27. srpna 1943 armádní generál) Andrej Ivanovič Jerjomenko

Člen vojenské rady
- 19. října 1941 – 20. října 1943 sborový komisař (od 6. prosince 1942 generálporučík) Dmitrij Sergejevič Leonov

Náčelník štábu
- 19. října – listopad 1941 generálmajor Ivan Ivanovič Ivanov
- listopad 1941 – generálmajor Jevgenij Petrovič Žuravljov
- listopad – prosinec 1941 plukovník Anatolij Anisimovič Kacnelson
- leden 1942 – duben 1943 generálmajor (od 30. května 1942 generálporučík) Matvej Vasiljevič Zacharov
- duben 1943 – 20. října 1943 generálporučík Vladimír Vasiljevič Kurasov